# Лі Хо Сок
Лі Хо Сок (хангиль: 이호석, 25 червня 1986) — південнокорейський ковзаняр, спеціаліст із шорт-треку, олімпійський чемпіон. 
Лі Хо Сок відомий потужним обгоном по зовнішньому колу. Завдяки цьому обгону збірна Південної Кореї зуміла виграти естафету на 5000 м на Туринській олімпіаді, що принесло Лі золоту олімпійську медаль і звання олімпійського чемпіона. Лі Хо Сук також багаторазовий чемпіон світу. Він двічі, в 2009 та 2010, вигравав чемпіонат світу в загальному заліку. 